# أستون مارتن فانتاج
أستون مارتن فانتاج (بالإنجليزية: Aston Martin Vantage) هي سيارة رياضية فاخرة من الشركة البريطانية أستون مارتن.